# Ion Foti
Ion Foti (Kleisoura, 1887. december 11. – 1946) román költő, prózaíró, újságíró és műfordító.

## Élete
Aromán családban született Kleisourában, egy faluban, amely az Oszmán Birodalom része volt, és jelenleg Görögországban található. Az apja kereskedőként dolgozott. A bitolai középiskola elvégzése után a Bukaresti Egyetem Irodalmi és Filozófiai Karára járt. Első aromán nyelvű munkája 1912-ben jelent meg. Az Elefthero Vima athéni újság tudósítója, a bukaresti Viitorul című újság szerkesztője volt. Romulus P. Voinescuval együtt közösen irányította a kéthavonta megjelenő kulturális Propilee literare (1926–1929) folyóiratot.
A munkái megjelentek a Sămănătorulban, a Luceafărulban, a Literatorulban, a Convorbiri Critique-ban, a Flacărában és az Universulban. Lefordította Aiszkhüloszt, valamint keleti és német verseket románra és arománra. 1925-ben elnyerte a Román Írótársaság költészeti díját.

## Művei

### Irodalmi művek
- Cântiţe şi-ndoauă isturii aleapte (Bukarest, 1912)
- Poeme pagâne (Bukarest, 1919)
- Spre nekusnosti (Bukarest, 1924)
- Vis şi realitate (Bukarest, 1927)
- Daphnis és Chloe ai vremei noastre (Bukarest, 1928)
- Amurguri de toamna (Bukarest, 1939)

### Műfordítások
- Giaffer Zifha Nader-Eldin, Divanul iubirii (Bukarest, 1923)
- Eschil, Prometeu şi perşii (Bukarest, 1924) (Aiszkhülosz: Prométheusz és a perzsák)

## Fordítás
- Ez a szócikk részben vagy egészben  az   Ion Foti című angol Wikipédia-szócikk ezen változatának fordításán alapul.  Az eredeti cikk szerkesztőit annak laptörténete sorolja fel. Ez a jelzés csupán a megfogalmazás eredetét és a szerzői jogokat jelzi, nem szolgál a cikkben szereplő információk forrásmegjelöléseként.